# Transsecte
|  | No s'ha de confondre amb Transsecte (urbà). |

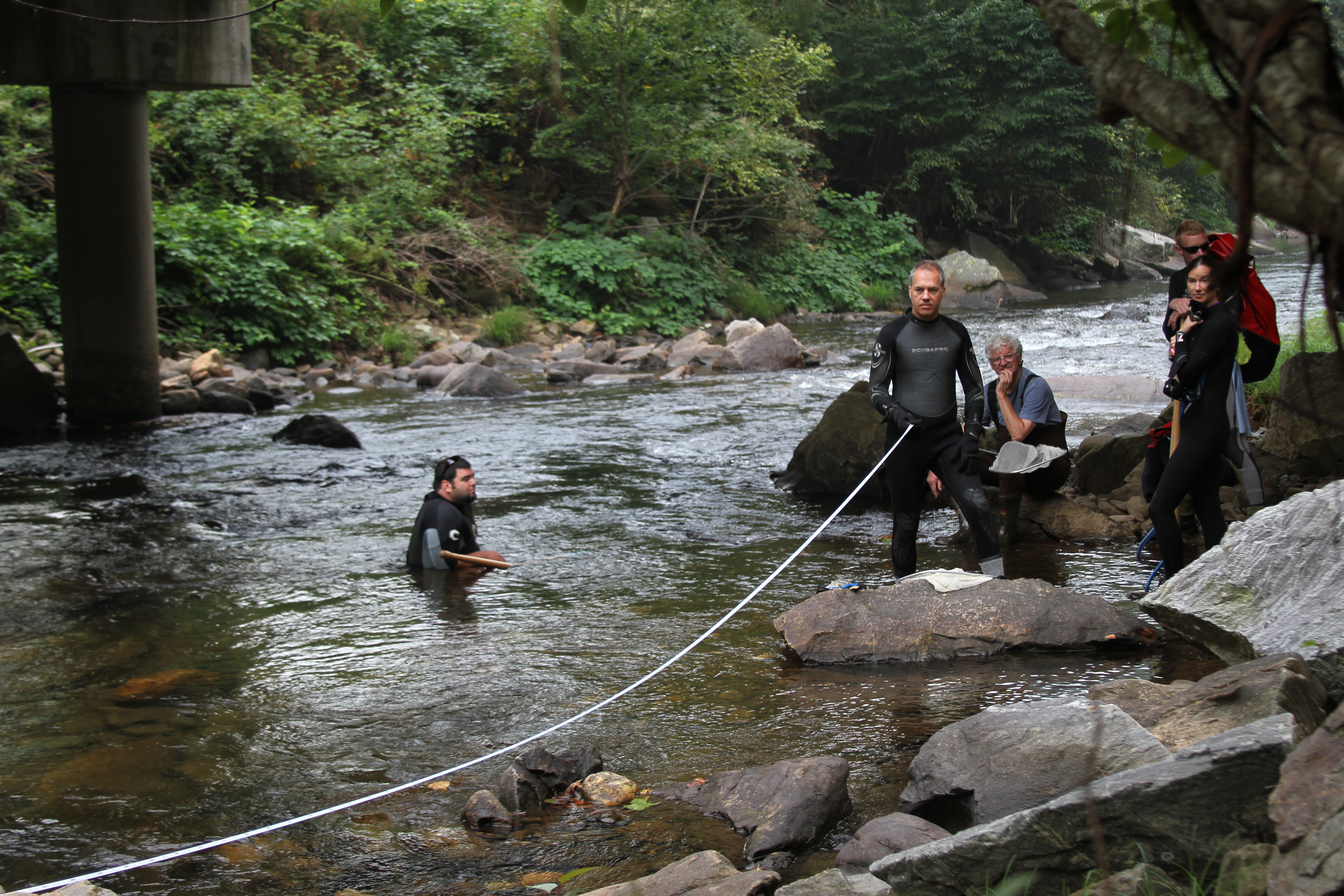
Transsecte que travessa un rierol

Un transsecte és un camí o línia virtual en el qual es compten i registren les ocurrències dels objectes o subjectes d'estudi (p. ex. plantes, espècies d'animals, restes arqueològiques, etc.). 
Hi ha diversos tipus de transsectes. Alguns són més efectius que altres.
Requereix que un observador es mogui per un camí fix i que compti les ocurrències al llarg seu i, alhora (en alguns procediments), obtingui la distància de l'objecte al camí. Això dona com a resultat una estimació de l'àrea coberta i una estimació de la manera en què la detectabilitat augmenta des de la probabilitat 0 (allunyada del camí) cap a l'1 (a prop del camí). Utilitzant el recompte en brut i aquesta funció de probabilitat, es pot arribar a una estimació de la densitat real dels objectes o subjectes.

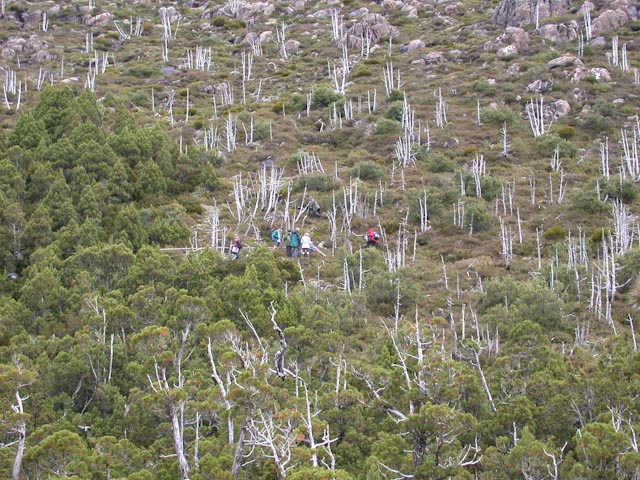
Transsectes que s'utilitzen per mesurar els canvis al voltant del límit d'un incendi de pastures prop de Backhouse Tarn, Tasmània

L'estimació de l'abundància de poblacions (com les espècies de mamífers terrestres) es pot aconseguir mitjançant una sèrie de mètodes diferents de transsectes, com ara transsectes de franges, transsectes de línia, transsectes de cinturó, transsectes puntuals i transsectes de línies corbes.